# Агама-ситана
Агама-ситана (лат. Sitana ponticeriana) — вид ящериц семейства агамовые.

## Описание
Общая длина достигает 16—18 см. Голова длинная, вытянутая, остромордая. Туловище стройное с низким гребнем. У самок гребень вовсе отсутствует. Конечности хорошо развиты с 5 пальцами, задние длиннее передних, достигают передней части глаза или морды. Чешуя на теле килеватая, равномерная. Хвост круглый, тонкий, покрытый слабо килеватой чешуёй.
Окраска спины светло- или тёмно-коричневая с тёмно-коричневыми, чёрными краями. Верхняя часть головы и верхние поверхности конечностей без тёмных пятен, снизу они беловатые. От кончика подбородка назад к началу горловой сумки тянется чёрная полоса. Внутри рот синий. Горловая сумка розовая или красная посередине с чёрно-синими точками бывает только в период спаривания. Обычно горловая сумка матово-белого цвета.

## Образ жизни
Любит тёплые низменности, сухие прибрежные места. Держится как на деревьях, так и на земле. Достаточно подвижное животное. Прячется в отверстиях, щелях в земле, в кустах. Активна в утренние часы. Питается муравьями и другими мелкими насекомыми.

## Размножение
Яйцекладущая ящерица. Самка в мае-октябре откладывает в ямку на земле 6—14 яиц белого цвета и длиной 10 х 5-6 мм.

## Распространение
Вид распространён в Непале, Индии, на острове Шри-Ланка, в восточном Пакистане.